# Corrosion of Conformity
Corrosion of Conformity (Abkürzung COC) sind eine US-amerikanische Musikgruppe aus North Carolina, die im Laufe der Jahre und aufgrund mehrerer Wechsel in der Besetzung verschiedenste Einflüsse in ihre Musik integrierten und so eine Bandbreite von Hardcore Punk über Metal und Stoner bis zu Southern Rock abdecken.
Bekannt wurde die Band in ihren frühen Tagen durch ihren aggressiven Sound, der sich mit intelligenten politischen Texten paarte. Später erreichten Corrosion of Conformity mit ihrem weiterentwickelten, entspannteren Musikstil breite Zuhörermassen.

## Geschichte
Corrosion of Conformity wurden zu Beginn der 1980er von dem damals 15-jährigen Gitarristen Woody Weatherman gegründet. Dieser gehörte zur Minderheit jener Musiker, die Metal und Punk nicht als gegensätzliche Musikströmungen sahen, sondern Anstrengungen unternahmen, diese auf einen gemeinsamen Nenner zu bringen.
Das Hardcore-lastige Debüt Eye for an Eye erschien im Jahr 1983 und zeigte die Band auf einem guten Weg, das selbsterklärte Ziel, die „schnellste Band Amerikas“ zu werden, zu erreichen. Das Album lässt teilweise Erinnerungen an Black Flag wach werden. Es wurde durch Einnahmen aus Blutspenden und das Schneidenlassen der langen Haare finanziert. Zu diesem Zeitpunkt komplettierten Mike Dean (Bass), Reed Mullin (Schlagzeug) und Sänger Eric Eycke die Band.
Der Gesang wurde jedoch schon 1985 beim zweiten Album Animosity, das erste ernstzunehmende Ansätze einer Fusion von Thrash Metal und Punk aufweist, von Bassist Mike Dean übernommen.

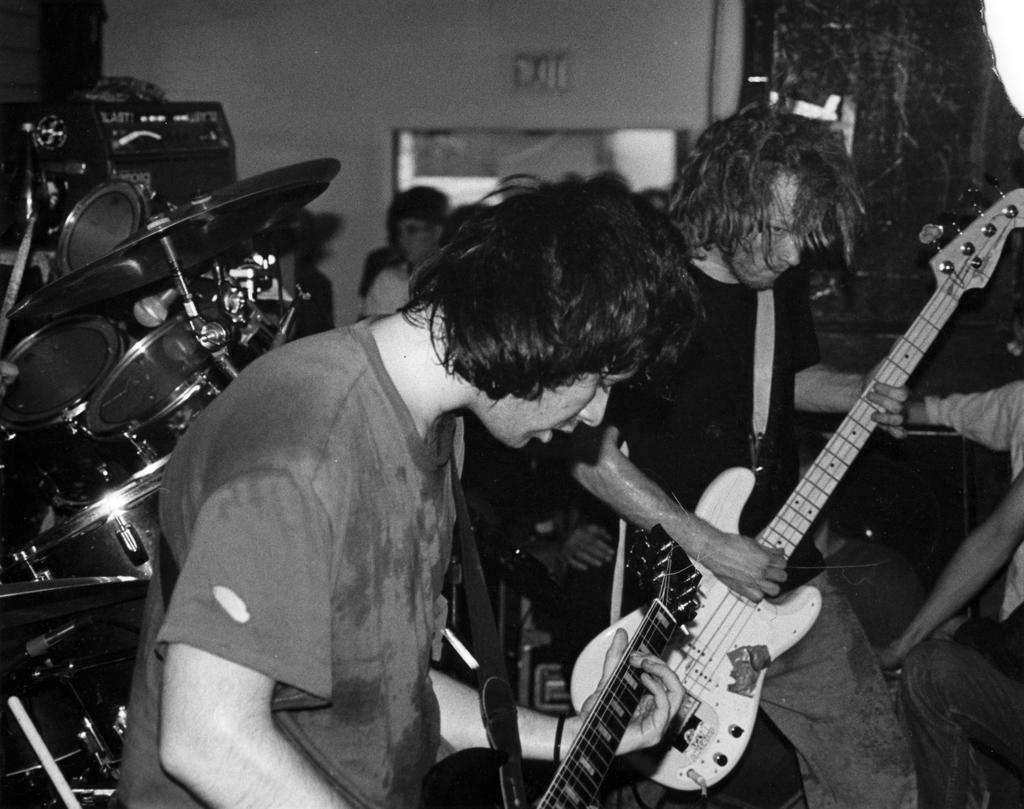
Corrosion of Conformity als Trio mit Mike Dean am Gesang live in Denver 1986

Das Bandkarussell drehte sich auch bis zur Veröffentlichung der EP Technocracy (1987) weiter, auf der Simon Bob Sinister von den Ugly Americans als Sänger zu hören ist. Nach einer zwischenzeitlichen Auflösung Corrosion of Conformitys geht es chaotisch weiter: Pepper Keenan (Ex-Graveyard Rodeo) war ab sofort als zweiter Gitarrist mit dabei, Phil Swisher nunmehr am Bass tätig und Karl Agell übernahm den Posten am Mikrofon.
Durch die Mitgliederwechsel verzögerte sich das folgende Album Blind mehrfach und erschien erst 1991. Im Sound der Band zeichnen sich deutliche Einflüsse aus dem Hardcore ab und mit dem von Keenan eingesungenen Vote with a Bullet konnten Corrosion of Conformity einen echten Hit verzeichnen, der heute als Klassiker gilt.
Ein lukrativer Plattenvertrag mit Sony/Columbia und wiederholtes Erscheinen im Rahmen der MTV-Serie Beavis and Butthead führten zu einer größeren Bekanntheit insbesondere im US-amerikanischen Raum. Trotzdem blieb die Bandbesetzung nicht stabil und während der Aufnahmen zur nächsten Veröffentlichung wurde Sänger Agell gefeuert, Swisher verließ daraufhin ebenfalls das Musikerkollektiv.
Nachdem der Rest der Band auf der Suche nach mehr Ruhe war, entschloss man sich, den vorigen Bassisten Mike Dean zu einer Rückkehr zu überreden und Keenan die Rolle des singenden Frontmanns zu übertragen.

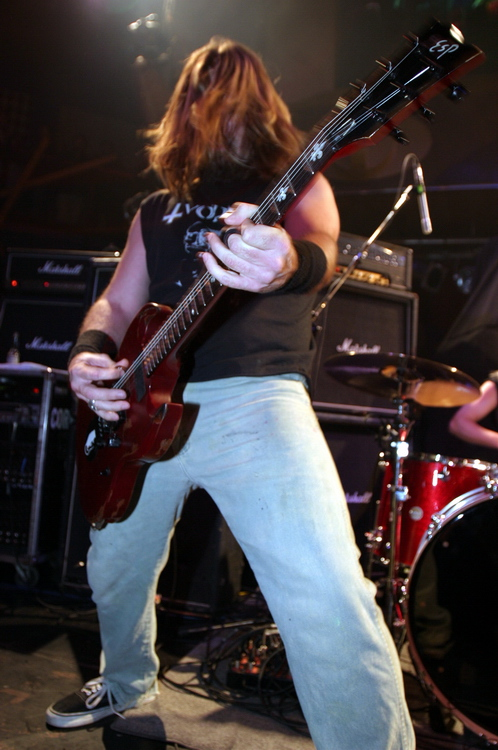
Keenan avanciert über die Jahre zum Frontmann und Sprachrohr der Band

Das 1994 folgende Deliverance, das nur knapp den Gold-Status verfehlte, fiel insgesamt erdiger und rockiger aus und hatte mit dem sowohl groovigen als auch melodiösen Clean My Wounds den bis heute erfolgreichsten Song der Bandgeschichte am Start. Corrosion of Conformity gingen auf Tour mit gewichtigen Bands wie Megadeth und Monster Magnet.
Ein Jahr später nahm sich Keenan eine kurze Auszeit, um mit dem All-Star-Projekt Down (unter anderem mit Mitgliedern von Pantera, Crowbar und Eyehategod) das erfolgreiche Album Nola einzuspielen.
1996 erschien dann mit dem sperrigen Wiseblood das nächste Werk von Corrosion of Conformity, dem weltweit große Aufmerksamkeit durch viele Auftritte in den USA und Europa als Vorgruppe von Metallica zuteilwurde. Auf deren Album Garage Inc. wirkte Keenan beim Lied Tuesday's Gone mit. Eine Grammy-Nominierung für Drowning in a Daydream folgte, die Headliner-Tour mit Machine Head verlief erfolgreich.
Die Band zeigte sich dennoch unzufrieden mit ihrem Vertragspartner Columbia, welcher sich verstärkt auf den Pop-Markt konzentrierte. In beidseitigem Einverständnis löste man den Kontrakt auf.
Nach einer längeren Pause erschien 2000 über das Label Sanctuary Records mit America's Volume Dealer ein ausgesprochen melodiöses und eingängiges Album, das irgendwo im Dunstkreis von Hard- und Bluesrock anzusiedeln ist. Sowohl Akustikgitarren als auch ein Klavier finden sich auf der Veröffentlichung.
Die anstehende Tour konnte Mullin aufgrund einer nie ganz ausgeheilten Rückenverletzung nicht mehr spielen. Jimmy Bower von Down übernahm fortan den Sitz hinter dem Schlagzeug und ist daher auch auf der Live-Volume-CD und -DVD zu hören.
2002 war Keenan, seit längerem eindeutiges Sprachrohr der Band, wieder mit dem Projekt Down beschäftigt und spielte den Nola-Nachfolger II ein, bevor er kurz davor stand, als neuer Bassist bei Metallica einzusteigen. Nachdem er in den Schlussauditions jedoch Robert Trujillo unterlegen war, konzentrierte er sich wieder auf seine Hauptband, in der Stanton Moore vorübergehend das Schlagzeug übernahm.
Das Ergebnis war das 2005 erschienene In the Arms of God, das wieder deutlich rauer zu Werke geht und klare Querverweise zu traditionellen Metalbands wie Black Sabbath oder Mercyful Fate aufweist. Ausgiebige Touren mit Motörhead und Crowbar folgen, über eine Europatournee mit Black Label Society wurde nachgedacht.

## Engagement
Im Laufe der Jahre traten Corrosion of Conformity immer wieder mit klaren politischen Statements gegen Nationalismus und Rechtskonservatismus ins Rampenlicht und engagierten sich unter anderem bei Greenpeace, amnesty international und PETA.
Kurz nach den Terroranschlägen am 11. September 2001 unterstützen sie eine pro-demokratische Frauenbewegung in Afghanistan.
Dennoch lehnt die Band jegliche Vereinnahmungsversuche als hauptsächlich politische Band ab.

## Diskografie

### Studioalben
- 1983: Eye for an Eye
- 1985: Animosity
- 1991: Blind
- 1994: Deliverance
- 1996: Wiseblood
- 2000: America's Volume Dealer
- 2005: In the Arms of God
- 2012: Corrosion of Conformity
- 2014: IX
- 2018: No Cross No Crown

### Livealben
- 2001: Live Volume

### Kompilationen
- 2010: Playlist: The Very Best of Corrosion of Conformity

### EPs
- 1987: Technocracy
- 1989: Six Songs with Mike Singing 1985
- 2010: Your Tomorrow Parts 1 & 2
- 2012: Megalodon

### Singles
- 1991: Dance of the Dead
- 1991: Vote with a Bullet
- 1994: Albatross
- 1994: Broken Man
- 1995: Clean My Wounds
- 1995: Seven Days
- 1996: Drowning in a Daydream
- 1996: King of the Rotten
- 2000: Congratulations Song
- 2000: Over Me
- 2000: Diablo Blvd.
- 2005: Stone Breaker
- 2005: Rise River Rise
- 2012: The Doom

## Belege
1. ↑  Facebook-Post: Corrosion Of Conformity gedenken Eric Eycke Musikmagazin Visions, Dortmund, auf www.visions.de, 25. September 2017
2. ↑  Chartquellen: DE CH UK US
3. ↑  Auszeichnungen für Musikverkäufe: US